# The First XI
The First XI je box set album britské skupiny Pink Floyd. Vydáno bylo v červenci 1979 (viz 1979 v hudbě) v omezeném nákladu 1 000 kusů.
The First XI je box set tvořený prvními 11 alby Pink Floyd. Nachází se v něm všech osm studiových alb vydaných do léta 1979 (po Animals) a dva soundtracky (Soundtrack from the Film More a Obscured by Clouds). Posledním, jedenáctým albem, je kompilace Relics, na které se nacházejí některé z prvních singlů skupiny, jež nebyly vydány na žádném studiovém albu.
11 alb (respektive 12 LP, neboť Ummagumma je dvojalbum) v originálních přebalech se nachází ve společném boxu. Box set byl vydán Harvest Records v limitované edici 1 000 kusů a byl tak určen především pro sběratele. Unikátní jsou v této kolekci především alba The Dark Side of the Moon a Wish You Were Here, jejichž gramofonové desky jsou celé pokryty obrázkem a nejsou tak černé (tzv. picture disc).

## Seznam disků
1. The Piper at the Gates of Dawn (1967)
2. A Saucerful of Secrets (1968)
3. Soundtrack from the Film More (1969)
4. Ummagumma (1969, dvojalbum)
5. Atom Heart Mother (1970)
6. Relics (1971)
7. Meddle (1971)
8. Obscured by Clouds (1972)
9. The Dark Side of the Moon (1973)
10. Wish You Were Here (1975)
11. Animals (1977)